# Forteresse de La Mota
La Forteresse de La Mota (également appelé château d'Alcalá la Real) est un château situé dans la ville d'Alcalá la Real, dans la communauté autonome d'Andalousie, dans le Sud de l'Espagne.
Sa construction remonte aux XIIIe et XIVe siècles, elle est située sur un site défensif à 1 029 m d'altitude. Elle a été déclarée bien d'intérêt culturel en 1993.

## Source
- (en) Cet article est partiellement ou en totalité issu de l’article de Wikipédia en anglais intitulé « Castillo de Alcalá la Real » (voir la liste des auteurs).